# Poziom wodonośny
Poziom wodonośny – jednostka tworzona przez jedną lub kilka warstw wodonośnych o podobnych własnościach filtracyjnych. Poziom wodonośny o swobodnym zwierciadle ma wykształconą strefę aeracji, poziom naporowy to poziom ograniczony w stropie i spągu utworami nieprzepuszczalnymi, o napiętym zwierciadle wody.